# Bachytrochus
Bachytrochus simplex
Genre
Espèce
Bachytrochus est un genre de scléractiniaires (coraux durs). Ce genre est actuellement considéré comme de position incertaine au sein de l'arbre phylogénique des coraux durs et n'est représenté que par une seule espèce, Bachytrochus simplex.

## Systématique
Le genre Bachytrochus et l'espèce Bachytrochus simplex ont été décrits en 1876 par le zoologiste et paléontologue britannique  Peter Martin Duncan (1824-1891),.

## Description
L'holotype de Bachytrochus simplex, collecté dans le détroit de Gaspar en Indonésie à une profondeur d'environ 20 m, mesure 3,8 mm de hauteur pour 10 mm de largeur.

## Publication originale
- (en) P. Martin Duncan, « Notices of some deep-sea and littoral Corals from the Atlantic Ocean, Caribbean, Indian, New Zealand, Persian Gulf, and Japanese, &c, Seas », Proceedings of the Zoological Society of London, Londres, ZSL, vol. 44, no 1,‎ 1876, p. 428–442 (ISSN 0370-2774, OCLC 1779524, BNF 32843178, DOI 10.1111/J.1096-3642.1876.TB02582.X, lire en ligne).